# Dichecephala tridentipes
Dichecephala tridentipes är en skalbaggsart som beskrevs av Louis Burgeon 1945. Dichecephala tridentipes ingår i släktet Dichecephala och familjen Melolonthidae. Inga underarter finns listade i Catalogue of Life.